# Segafredo Zanetti
Segafredo Zanetti S.p.A. es una compañía italiana de tostado del café fundada en los años sesenta en Bolonia por Francesco Segafredo y adquirida finalmente en los años setenta por Máximo Zanetti. Hoy la marca Segafredo es parte de la sociedad tenedora fundada por Máximo Zanetti, Massimo Zanetti Beverage Group.

## Historia
En el fin de los años setenta Máximo Zanetti relevó Segafredo de Bolonia, histórica torrefactora de café de propiedad de la homónima familia y con una marca discretamente conocida. Zanetti dio impulso y nueva vitalidad a la compañía, a la cual añadió la propia marca ("Segafredo Zanetti").
Inicialmente, la compañía Segafredo Zanetti desarrolló su actividad en Italia, pero bien pronto dominó el mercado interior y fue líder en consumo. La expansión se inició en mercados del sur de Europa, pero ha ido conquistando gradualmente el mercado internacional. La compañía cuenta con café en grano, café molido, café en cápsulas y en cápsulas compatibles, así como café soluble, café expresso y café descafeinado, entre otros. Los países de importación son Brasil, Colombia, Perú y Costa Rica.

### España
Cerca del 70% del café vendido en España es de tueste natural; el resto es torrefacto. Tres grandes compañías multinacionales -Nestlé (Bonka y Nescafé), Kraft Jacobs Suchard (Saimaza) y Douwe Egberts (Marcilla)- acaparan el 40% del mercado. El resto se lo reparten más de 300 empresas tostadoras diseminadas por el territorio. Segafredo es una de ellas. En total, 140.000 toneladas vendidas al año, que suponen un consumo de 3,7 kilos anuales de café per cápita.

## Sociedades interiores
- Segafredo Zanetti S.p.A.
- San Marco S.p.A.: se ocupa de los suministros y equipamientos para los bares y cialde para macchinette del café para privados y empresas, a con la propia marca y Segafredo Zanetti.
- Segafredo Zanetti Coffee System S.p.A.: es la subsidiaria para las máquinas para los cafés destinados a privados y públicas empresas.
- Segafredo Zanetti Expresado Worldwide S.A. y Segafredo Zanetti Worldwide Italia S.p.A.: se ocupan de la exportación de la marca Segafredo Zanetti en el mundo.

## Productos
Actualmente la actividad de Segafredo Zanetti se divide en dos ramas principales:
- productos para el consumo en casa (mezclas y sistemas expresados)
- productos para el consumo fuera de casa (mezclas profesionales, sistemas de café expreso, expendedores automáticos)

## Patrocinios

### Ciclismo
La marca Segafredo Zanetti es comparso más veces en el ciclismo y de la temporada 2016 ha vuelto a tener un importante rol en este deporte como segundo patrocinador del team Trek-Segafredo.

### Fórmula 1
La marca Segafredo Zanetti se ha publicitado en los motores de Fórmula 1, como en el equipo Williams FW16 de 1994 o en el Williams FW17 de 1995 o el equipo Theodore Racing en 1983 con el monoplaza N183, así como al equipo Toleman cuando Ayrton Senna debutaba con este equipo. También firmó acuerdos con el equipo McLaren para el vehículo McLaren MP4-30 durante la temporada 2015, aunque su historia con McLaren se remonta desde los años ochenta con el equipo como patrocinio.

### Fútbol
Fue patrocinador de las camisetas del Treviso Fútbol en diversas temporadas entre el 1986 y el 2006.

### Basket
Para la temporada 2016/17 fue patrocinador del equipo Virtus Baloncesto Bolonia

### Parques de atracciones
Desde 2011 es patrocinador oficial del parque de atracciones Disneyland Paris.